# Обмен разумов
«Обме́н ра́зумов» (англ. Mindswap) — приключенческая, иронично-абсурдистская фантастическая повесть (роман) Роберта Шекли с элементами чёрного юмора. Первая публикация была в журнале «Galaxy Magazine» в июне 1965 года. Для первой книжной публикации (1966) роман был несколько расширен и доработан.

## Сюжет
Действие повести происходит в будущем. Главный герой романа, землянин Марвин Флинн, решает посетить Марс в туристических целях и выбирает для этого недорогой, но рискованный метод — обмен разумов с таким же, как он, обычным жителем Марса. При этом его разум переселяется в тело марсианина по имени Зе Краггаш, а марсианин оказывается в теле землянина.
Пройдя все необходимые формальности, Марвин переносит свой разум на Марс и оказывается в новом теле. Однако, не успев даже освоиться в теле марсианина, Марвин узнаёт, что Зе Краггаш — преступник, который продал своё тело, по меньшей мере, двоим претендентам с других планет, причём Марвин — не первый из них и по закону обязан покинуть тело в течение 6 часов.
Его земное тело также пропало в неизвестном направлении, и, чтобы сохранить себе жизнь, Марвин вынужден обратиться к услугам «Свободного рынка» тел с разных планет и далее попадает на планету Мельд. Одновременно Марвин начинает поиск проходимца Зе Краггаша, в связи с чем обращается к сыщику Урдорфу.
Начинается погоня Марвина Флина за Зе Краггашем, как череда смены тел, планет и ситуаций. После Мельда Марвин попадает на планету Цельсий, где оказывается в теле крупного местного чиновника, в нос которого вмонтирована бомба. Согласно местному обычаю он не может отказаться от подарка, но пытается спасти свой разум, пойдя на обмен. Дальше Марвин попадает в местность Монтана Верде де лос трес Пикос и наконец — в так называемый «Искажённый мир», где настигает Зе Краггаша. Он сражается за своё тело и убивает противника. Вселяется в своё тело и вдруг оказывается дома. Марвин понимает, что дома он оказаться не мог, и, скорей всего, всё вокруг — только похоже на его дом и Землю. Но его успокаивают «привычные» зрелища — как его отец пасёт стада крыс, как дубы кочуют зимой на юг, как солнце на небе имеет тёмный спутник и др. Он перестаёт волноваться, женится на соседской девушке и живёт с ней долго и счастливо.

## Термины
В главе 3 введено понятие «метафорическая деформация» или «пансаизм», — галлюцинаторное восприятие фантастической действительности как нормальной жизни, от имени литературного героя Санчо Пансы, как противоположность донкихотству

## Переводы на русский язык
Наиболее известный перевод на русский язык принадлежит Н. Евдокимовой, который сделан с журнального варианта. Поэтому он неполон: в нём 26 глав, тогда как в оригинальном английском тексте книжного варианта — 33; пропущена большая часть глав с 24-й по 30-ю. Помимо этого в большом количестве отсутствуют целые абзацы.